# Szokolya
Szokolya ist eine ungarische Gemeinde im Kreis Szob im Komitat Pest. Zur Gemeinde gehören die nordwestlich gelegenen Ortsteile Paphegy und Királyrét.

## Geografische Lage
Szokolya liegt 11,5 Kilometer nordöstlich der Kreisstadt Szob an dem Fluss Morgó-patak. Die Nachbargemeinde  Kismaros befindet sich viereinhalb Kilometer südlich am linken Donauufer.

## Geschichte
Im Jahr 1913 gab es in der damaligen Großgemeinde 354 Häuser und 1842 Einwohner auf einer Fläche von 10.976 Katastraljochen. Sie gehörte zu dieser Zeit zum Bezirk Szob im Komitat Hont.

## Söhne und Töchter der Gemeinde
- Ádám Mányoki (1673–1757), Maler
- János Viski (1891–1987), Maler

## Sehenswürdigkeiten
- Ádám-Mányoki-Büste (Mányoki Ádám mellszobra), erschaffen 1975 von Sándor Mikus
- Ádám-Mányoki-Reliefgedenktafel, erschaffen 1932 von Zsigmond Kisfaludi Strobl
- Baptistische Kirche, erbaut 1948
- Éva-Braun-Denkmal (Braun Éva-emlékmű) aus dem Jahr 1968, nordwestlich des Ortsteils Királyrét
- Hubertus-Denkmal (Hubertus-emlékmű), im Ortsteil Királyrét
- Kacár tanya
- Reformierte Kirche
- Römisch-katholische Kirche Őrangyalok
- Sankt-Georg-Skulptur (Sárkányölő Szent György), erschaffen von Márk Lelkes
- Waldschule und Besucherzentrum (Hiúz Ház Erdei Iskola és Látogatóközpont), im Ortsteil Királyrét
  - Holzskulptur A nyújtózkodó hiúz vor der Waldschule
- Weltkriegsdenkmal, erschaffen 1925 von Viktor Vass

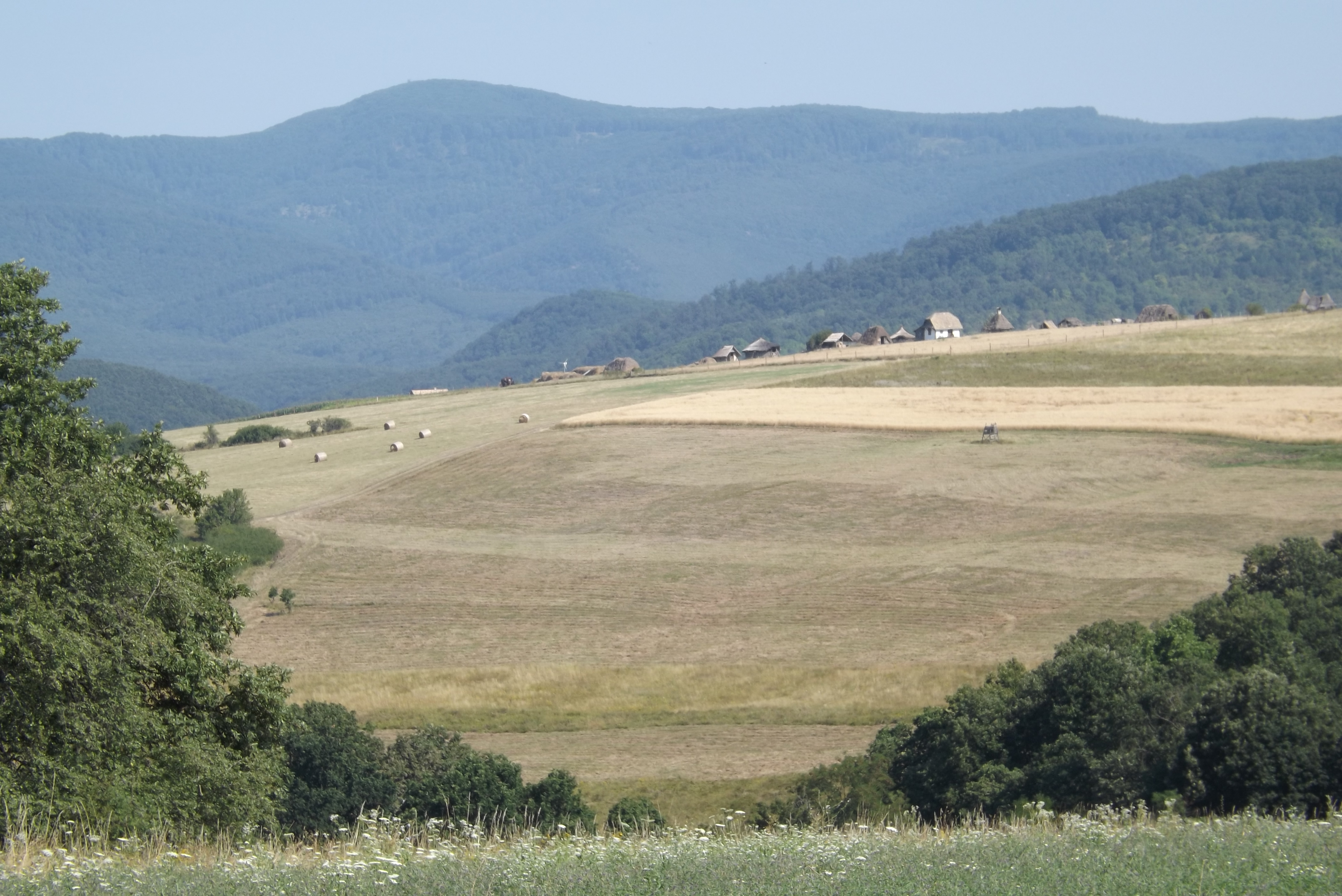
Blick auf Szokolya
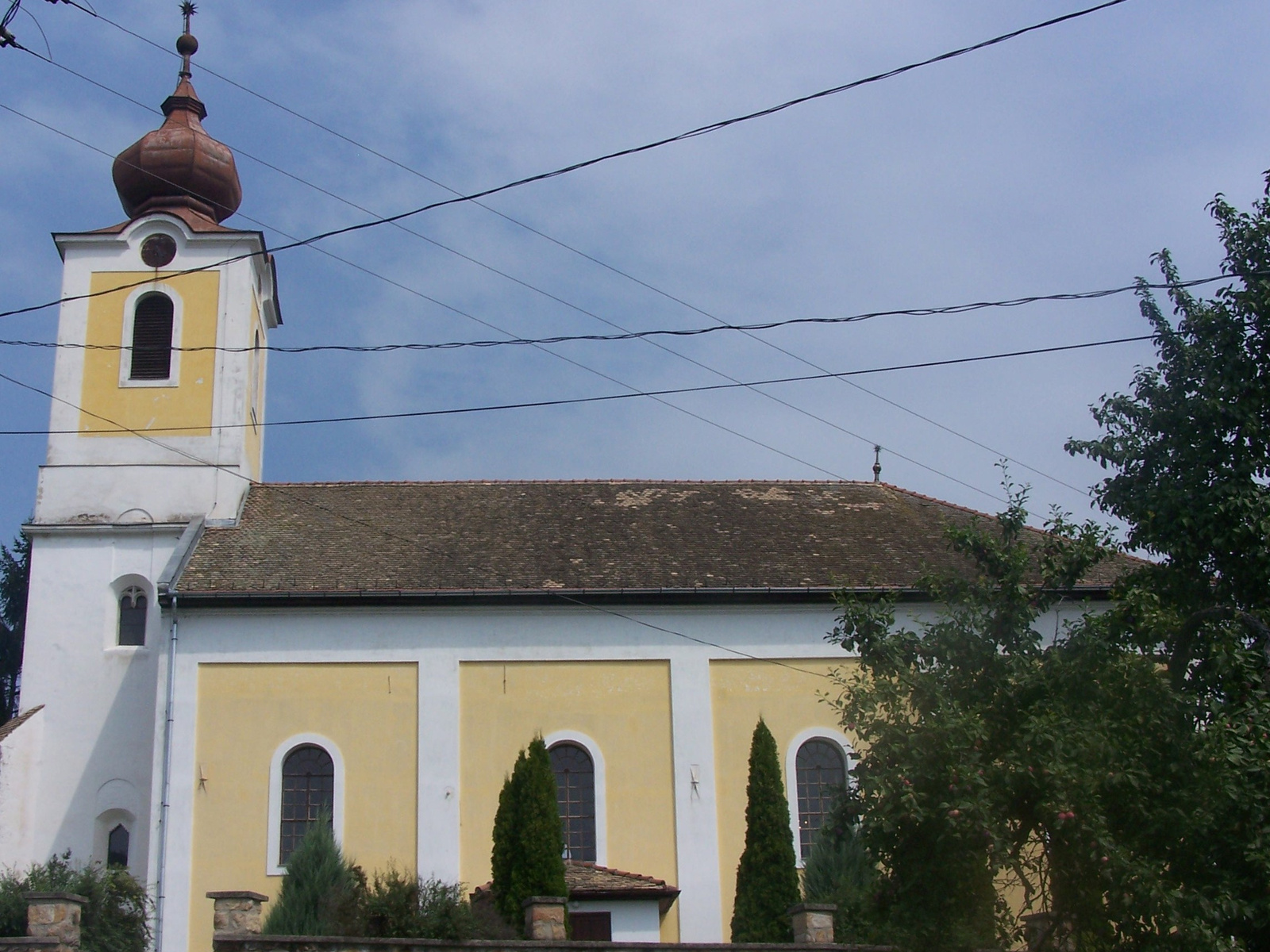
Reformierte Kirche
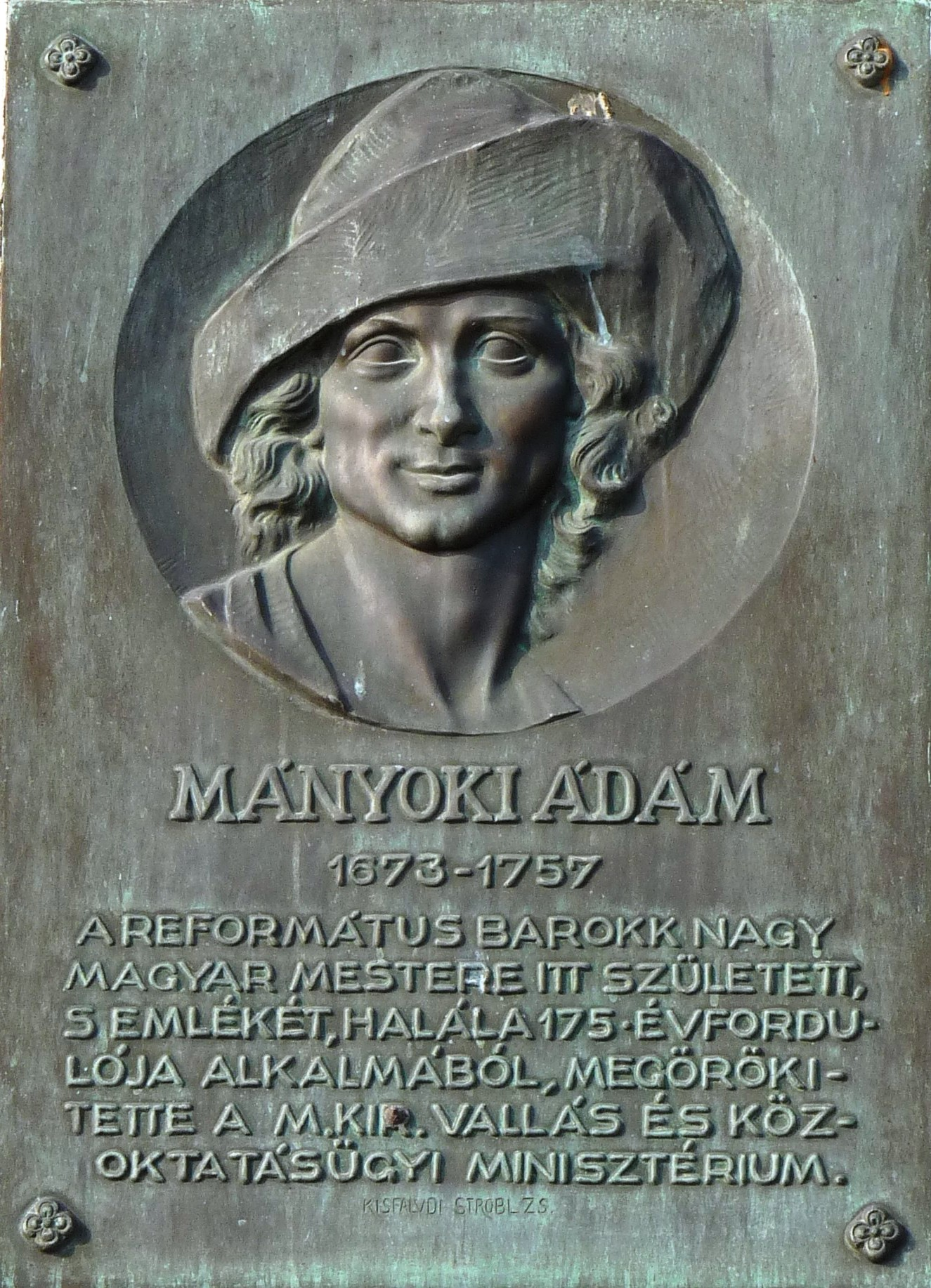
Ádám-Mányoki-Reliefgedenktafel
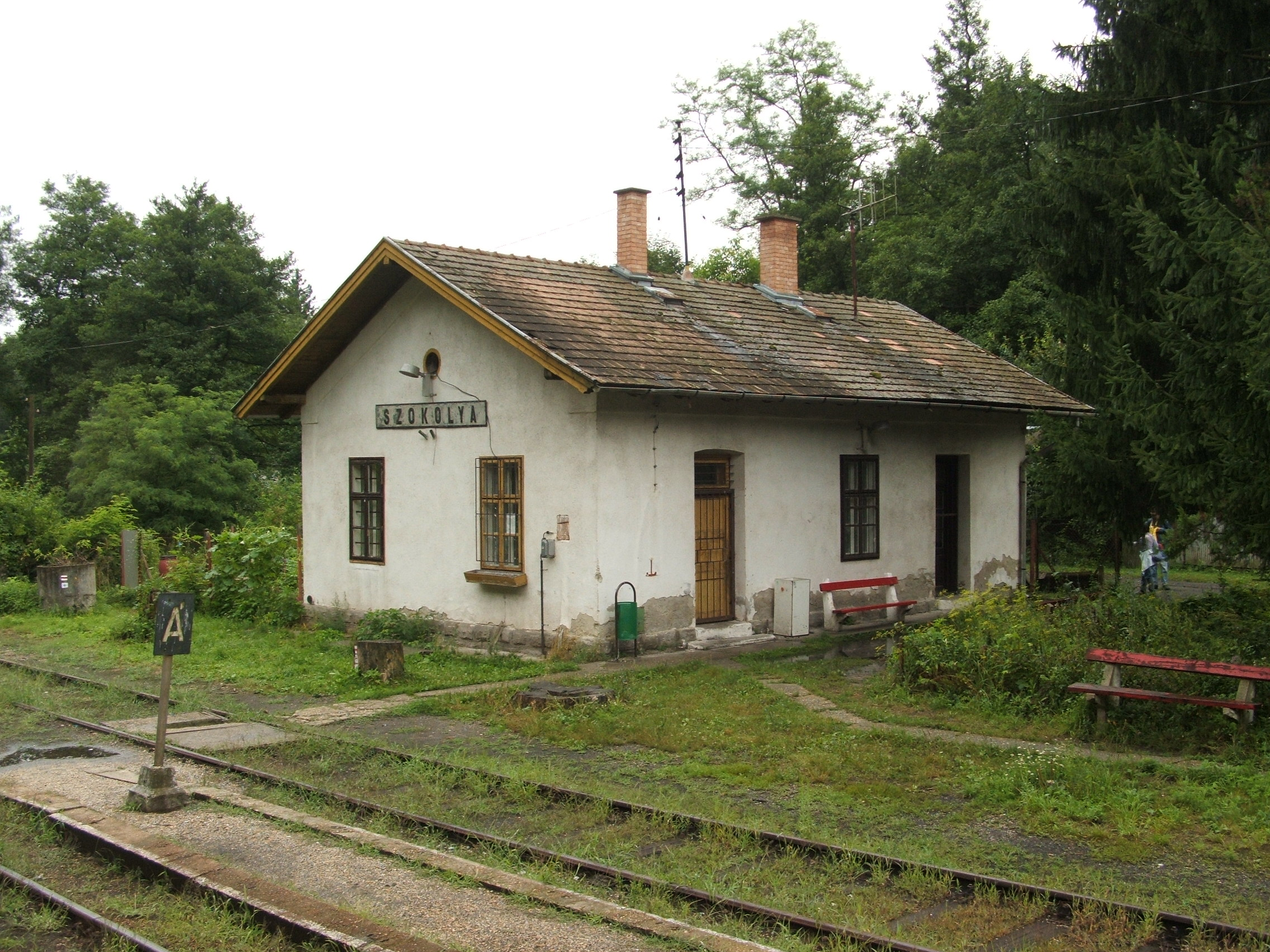
Bahnhofsgebäude (2010)
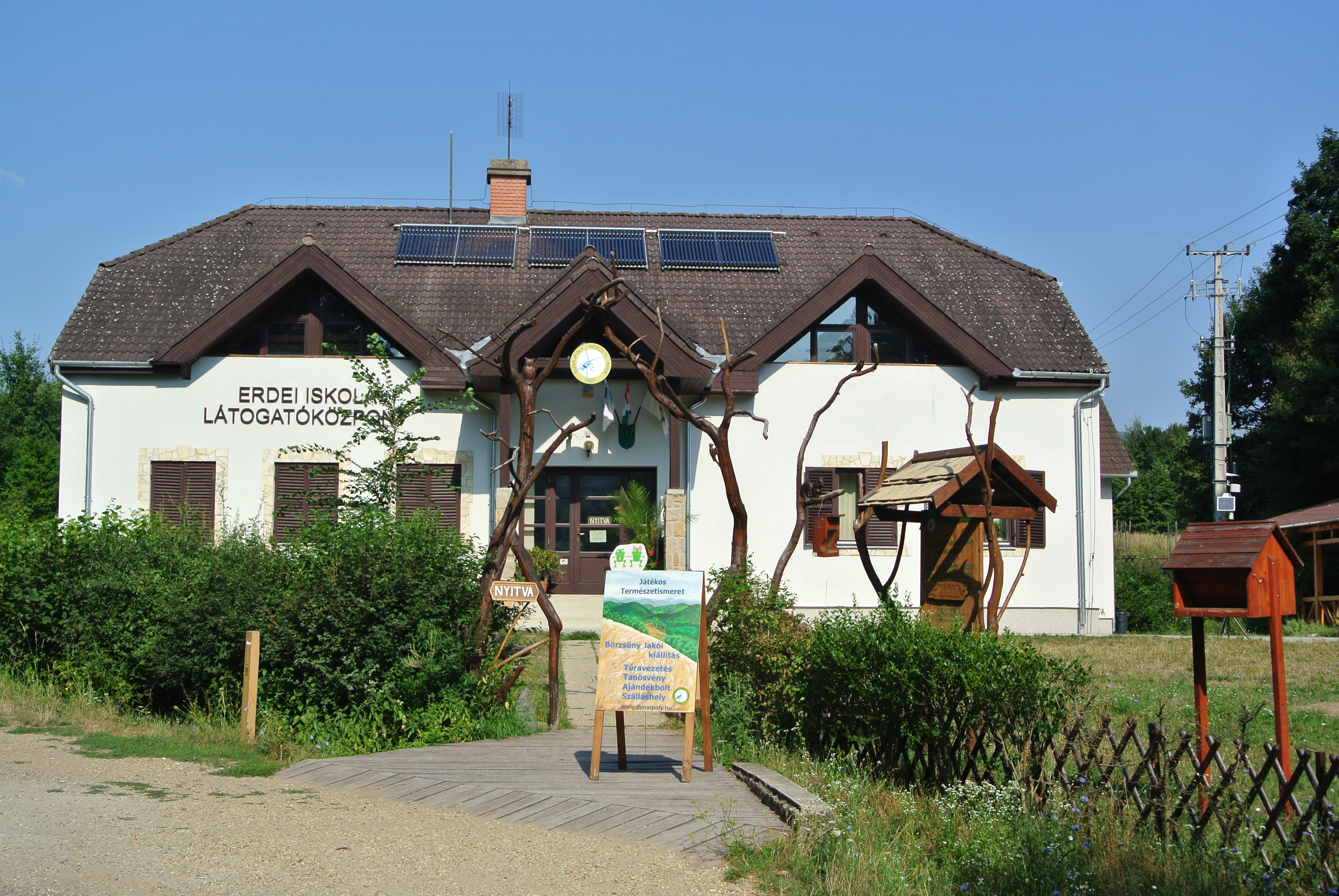
Waldschule in Királyrét
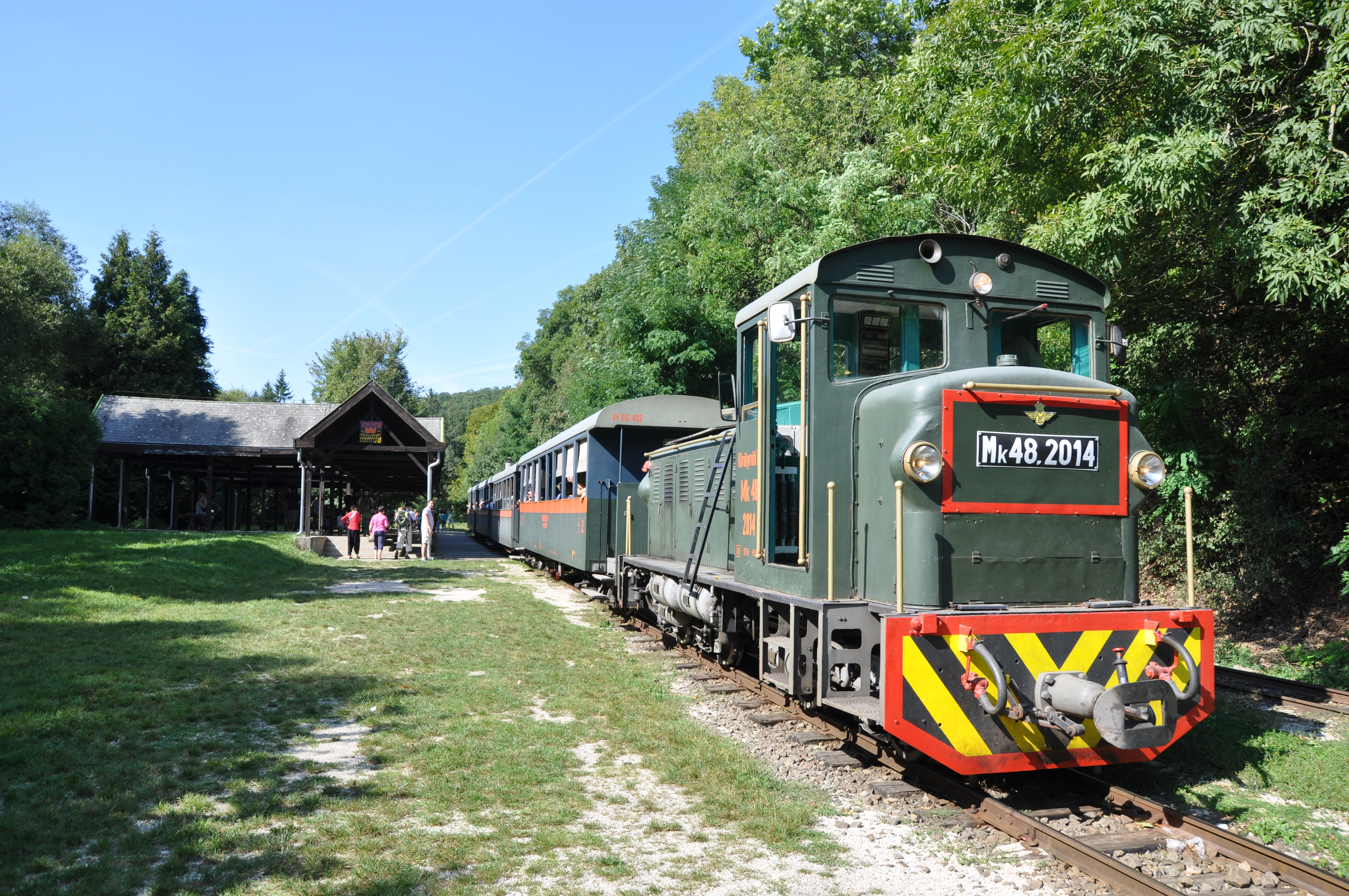
Waldbahn Királyrét
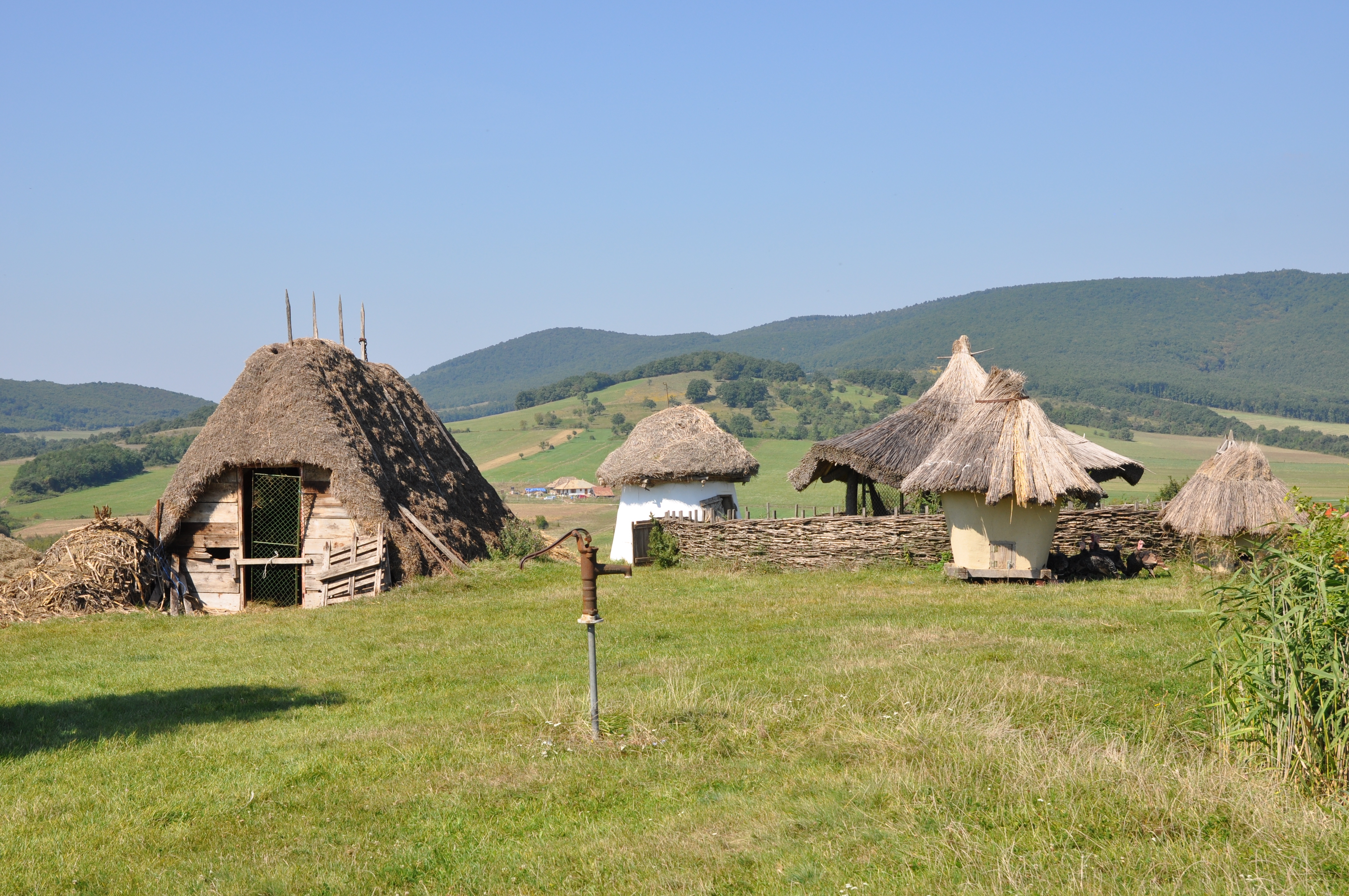
Kacár tanya
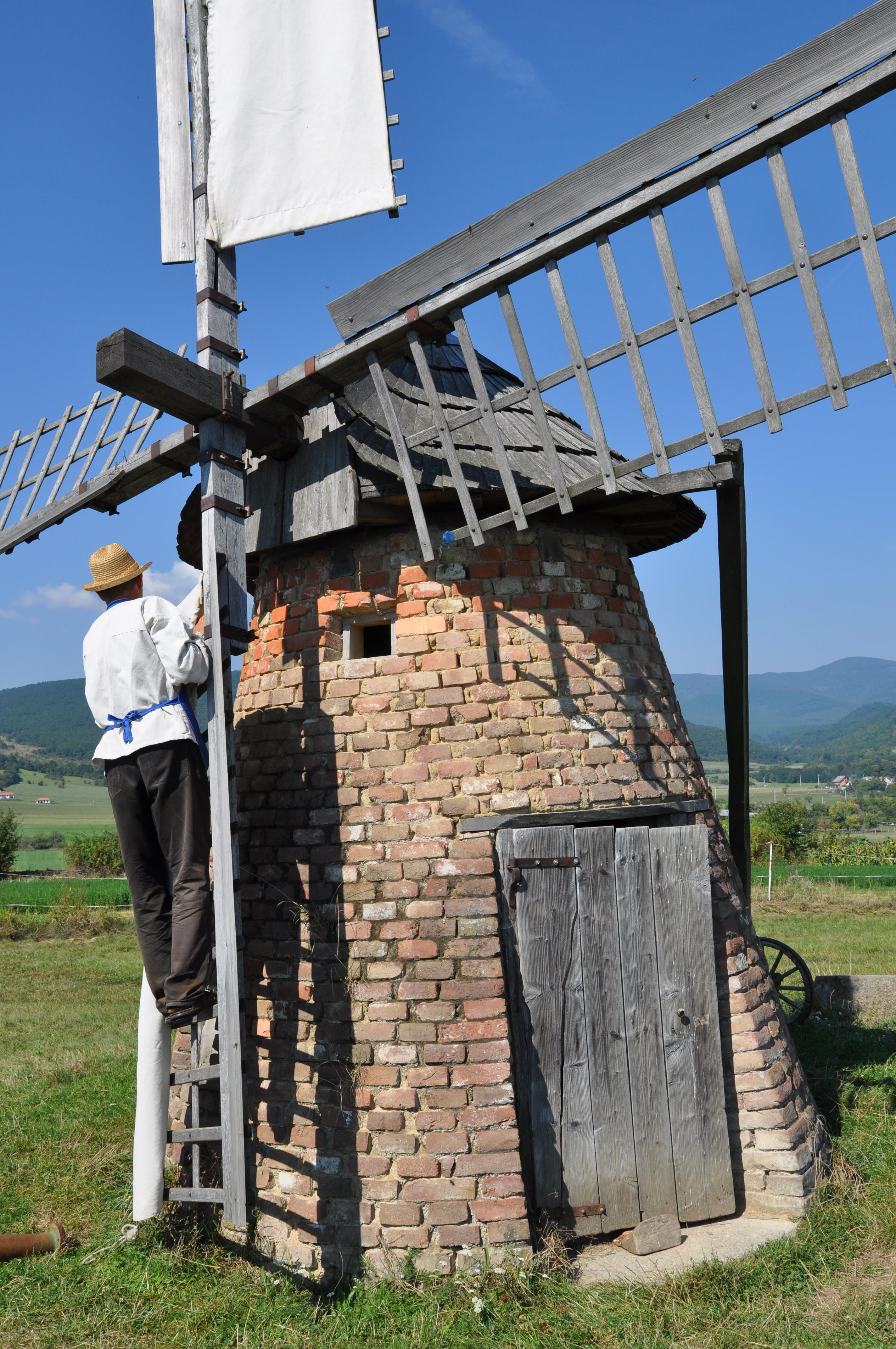
Windmühle (Kacár tanya)

## Verkehr
Durch Szokolya verläuft die Nebenstraße Nr. 12103, von der die Nebenstraße Nr. 12106 in östliche Richtung abzweigt, die zum einen Kilometer östlich des Ortes gelegenen Bahnhof führt, der an die Eisenbahnstrecke von Vác nach
Balassagyarmat angebunden ist. Es bestehen Busverbindungen nach Kismaros. Zudem liegt Szokolya an der Strecke der  Waldbahn von Kismaros nach Királyrét.